# Клінт Манселл
Клі́нтон Де́рріл «Клінт» Ма́нселл (англ. Clinton Darryl «Clint» Mansell, 7 січня 1963) — англійський музикант і композитор, відомий як автор саундтреків для багатьох фільмів. Колишній вокаліст і гітарист гурту Pop Will Eat Itself.

## Біографія
Клінт Манселл почав свою кар'єру музиканта у британському тріп-хоп-гурті Pop Will Eat Itself, який існував у 1986—1996 роках. Першою роботою для Манселла як кінокомпозитора стало написання музики до дебютного фільму «Пі» його друга Даррена Аронофскі. Саундтрек до «Пі» отримав схвальні відгуки критики і прихильників електронної музики, але не приніс композитору великої популярності.
Славу Манселлу приніс саундтрек до другого фільму Аронофскі «Реквієм за мрією». Мелодія-лейтмотив стрічки під назвою «Lux Æterna» перетворилася на предмет культу. Її було використано у трейлерах до фільмів «Володар перснів: Дві вежі», «Затура: космічна пригода», «Код да Вінчі», «Загублені», «Top Gear» та багатьох інших відеороликах і рекламах. Також саундтрек до «Реквієму за мрією» було випущено на диску Requiem for a Dream: Remixed, який зокрема містив ремікси Пола Окенфолда, Delerium та інших відомих музикантів. Також ремікс на «Lux Æterna» містить альбом «Kings of Crunk» Ліл Джона.
Іншими відомими роботами композитора є музика до фільмів «Яма» (2001), «CSI: NY», «Джерело». За останній саундтрек Манселла було номіновано на Золотий глобус. Мелодія «Death Is the Road to Awe» з фільму «Джерело» також була використана у трейлерах до фільмів «Я — легенда», «Імла», «Фрост проти Ніксона» і режисерської версії стрічки «Той, хто біжить по лезу».
Композитор продовжує співпрацювати з Дарреном Аронофскі і є автором музики до всіх його фільмів, починаючи з «Пі».

## Фільмографія
Клінт Манселл написав музику до таких фільмів:
- Пі / Pi, 1998
- Реквієм за мрією / Requiem for a Dream, 2000
- Мандрівник / World Traveler, 2001
- Яма / The Hole, 2001
- Викидайли / Knockaround Guys, 2001
- Дощ / Rain, 2001
- Покинутий / Abandon, 2002
- Відлік убивств / Murder by Numbers, 2002
- Санні / Sonny, 2002
- Прокат / The Hire: Ticker, 2002
- 11:14 / 11:14, 2003
- Нульовий підозрюваний / Suspect Zero, 2004
- Сахара / Sahara, 2005
- Дум / Doom, 2005
- Довірся чоловікові / Trust the Man, 2005
- Фонтан / The Fountain, 2006
- Козирні тузи / Smokin' Aces, 2006
- Крижаний вітер / Wind Chill, 2007
- У стіні / In The Wall, 2007
- Так, можливо / Definitely, Maybe, 2008
- Реслер / The Wrestler, 2008
- Останній вампір / Blood: The Last Vampire, 2009
- Місяць / Moon, 2009
- Справа Фаруелла / L'affaire Farewell, 2009
- Нянька за викликом / The Rebound, 2010
- Чорний лебідь / Black Swan, 2010
- Минулої ночі в Нью-Йорку / Last Night, 2010
- Нещадний / Faster, 2010
- Юнайтед / United, 2011
- Війна / Man Down, 2015
- Ребекка / Rebecca, 2020
- Хороший медбрат / The Good Nurse, 2022